# An Yong-Hak
An Yong-Hak (født 25. oktober 1978) er en nordkoreansk fodboldspiller.

## Nordkoreas fodboldlandshold
| Nordkoreas landshold | Nordkoreas landshold | Nordkoreas landshold |
| År                   | Kmp                  | Mål                  |
| -------------------- | -------------------- | -------------------- |
| 2002                 | 1                    | 0                    |
| 2003                 | 0                    | 0                    |
| 2004                 | 2                    | 2                    |
| 2005                 | 3                    | 0                    |
| 2006                 | 0                    | 0                    |
| 2007                 | 0                    | 0                    |
| 2008                 | 12                   | 0                    |
| 2009                 | 4                    | 0                    |
| 2010                 | 4                    | 0                    |
| 2011                 | 8                    | 0                    |
| 2012                 | 5                    | 1                    |
| Total                | 39                   | 3                    |